# Protarchanara
Protarchanara là một chi bướm đêm thuộc họ Noctuidae.

## Loài
- Protarchanara abrupta Eversmann, 1854
- Protarchanara brevilinea Fenn, 1864